# Cortébert
Cortébert is een gemeente en plaats in het Zwitserse kanton Bern, en maakt deel uit van het district Jura bernois.
Cortébert telt 714 inwoners.